# Joel Freeland
Joel Daniel Freeland (Aldershot, 7 de fevereiro de 1987) é um ex-basquetebolista profissional britânico que profissionalemnte jogou em vários clubes, terminando a carreira no CSKA Moscou.